# Palazzo Chiablese
Il Palazzo Chiablese è una dimora signorile di Torino situata in Piazza San Giovanni, tra Via XX Settembre e Piazza Castello, nel centro storico cittadino. Dal 1958 al 1985 è stato sede del Museo Nazionale del Cinema di Torino, dal 1997 è iscritto alla lista del Patrimonio dell'umanità UNESCO come edificio parte del sito seriale "Residenze Sabaude".
Attualmente è sede del Segretariato Regionale del Piemonte, della Soprintendenza Archeologia Belle Arti e Paesaggio per la città metropolitana di Torino, della Soprintendenza Archeologia Belle Arti e Paesaggio per le province di Alessandria, Asti e Cuneo, della Soprintendenza Archeologia Belle Arti e Paesaggio per le province di Biella, Novara, Verbano Cusio Ossola e Vercelli, oltre che sede per le esposizioni temporanee dell'adiacente complesso dei Musei Reali di Torino, entrambi organi periferici del Ministero della cultura.

## Storia
Il palazzo, una delle tante residenze dei Savoia, si trova nel centro di Torino, a sinistra del Palazzo Reale, con l'entrata principale in Piazza San Giovanni.
Quasi certamente risale al XVI secolo, fatto costruire dal duca di Savoia Emanuele Filiberto su nuclei abitativi preesistenti (alcune tracce di questi ultimi sono visibili in facciata).
Ebbe in seguito diversi rimaneggiamenti, tra cui, il più importante, quello affidato all'architetto Benedetto Alfieri che nel 1753-54 diede unità architettonica al palazzo.
La prima proprietà fu della marchesa Beatrice Langosco di Stroppiana, che lo ricevette in dono da Emanuele Filiberto, suo amante.
Divenne poi residenza dell'ex cardinale Maurizio di Savoia e della sua consorte Ludovica a partire dal 1642; in seguito vi abitarono il secondogenito di Carlo Emanuele III, Benedetto Maurizio duca del Chiablese (che diede il nome al palazzo) ed altri membri della famiglia reale.
Durante il periodo di occupazione francese di Torino fu abitato da Camillo Borghese e sua moglie Paolina.
Tornato ai Savoia con la Restaurazione, con la morte di Maria Anna Carolina Gabriella di Savoia (moglie vedova di Benedetto Maurizio Duca del Chiablese), il Palazzo divenne residenza del re Carlo Felice che vi morì nel 1831. In seguito vi abitò Ferdinando duca di Genova, secondogenito di Carlo Alberto e nel 1851 vi nacque Margherita, prima regina d'Italia dal 1878 al 1900. 
Durante la seconda guerra mondiale, a causa dei bombardamenti, subì notevoli danni: il tetto venne distrutto insieme a gran parte dei solai del piano nobile prospiciente la piazzetta Reale e via XX settembre; molti arredi andarono persi insieme alle boiseries e agli stucchi. Furono completamente distrutte dalle bombe, la camera da letto di Elisabetta di Sassonia (madre della Regina Margherita), la camera da letto della Duchessa del Chiablese (Maria Anna di Savoia), il salotto cinese, ricordato anche come salotto Parigi e la cappella con le boiserie dipinte dal pittore  Claudio Francesco Beaumont.
Tra gli arredi salvatisi dai bombardamenti, ma successivamente dispersi, vi era anche una pregiata scrivania a doppio corpo dell'ebanista Pietro Piffetti, esportata senza autorizzazione e finalmente recuperata, nel 2018, dai carabinieri del nucleo Tutela Patrimonio Culturale di Torino.
Appartenente dal 1946 al demanio dello Stato, è sede del Segretariato regionale del Piemonte del MiC. Grazie al contributo dei volontari del Touring Club, il Palazzo Chiablese ha avuto una prima apertura al pubblico, dove erano visitabili il salone degli Svizzeri, la camera delle guardie del corpo, la camera de' valets à pieds, il guardaroba, la camera di parata, la sala da pranzo, la galleria del Cignaroli e la sala degli arazzi; questi ultimi risalgono al XVII secolo provengono dalla Francia e hanno come tema la storia di Artemisia. Ad oggi sono state aggiunte nel percorso di visita altre sale, quali: la sala dei paggi, la cappella, il salotto dei ghiacci, la camera da letto del Duca del Chiablese, la sala d'udienza del Duca, la saletta Agliè, la galleria settecentesca (o alcova) ed il boudoire della duchessa di Genova.
Nel palazzo si trovano dipinti di Angelo Maria Crivelli, Angelo Cignaroli, Beaumont, Marghinotti, Tallone. Le sovraporte sono opera di Gregorio Guglielmi, Francesco De Mura, Mattia Franceschini, Gaetano Ottani, Giovanni Alberoni e Michele Antonio Rapous.
Le Sale Chiablese site al pian terreno, storicamente destinate ad aree di servizio e quasi prive di decorazioni, ospitano le mostre temporanee dei Musei Reali.

## Accessibilità
Il palazzo è visitabile il lunedì, giovedì e venerdì dalle ore 14,00 alle ore 18,00, esclusivamente con visita guidata, condotta dai volontari dell'associazione Amici di Palazzo Reale ODV. L'ingresso è gratuito. 
Le visite sono sospese nel mese di agosto. 

## Galleria d'immagini

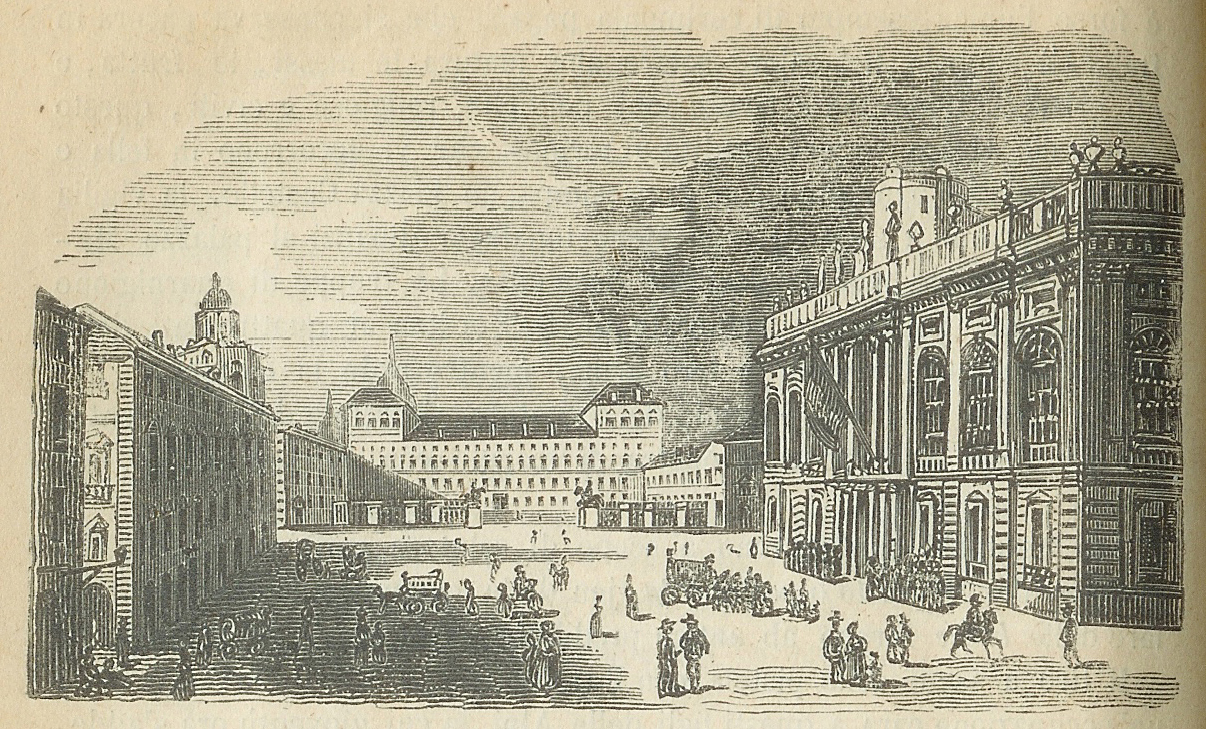
Vecchia stampa con Palazzo Chiablese
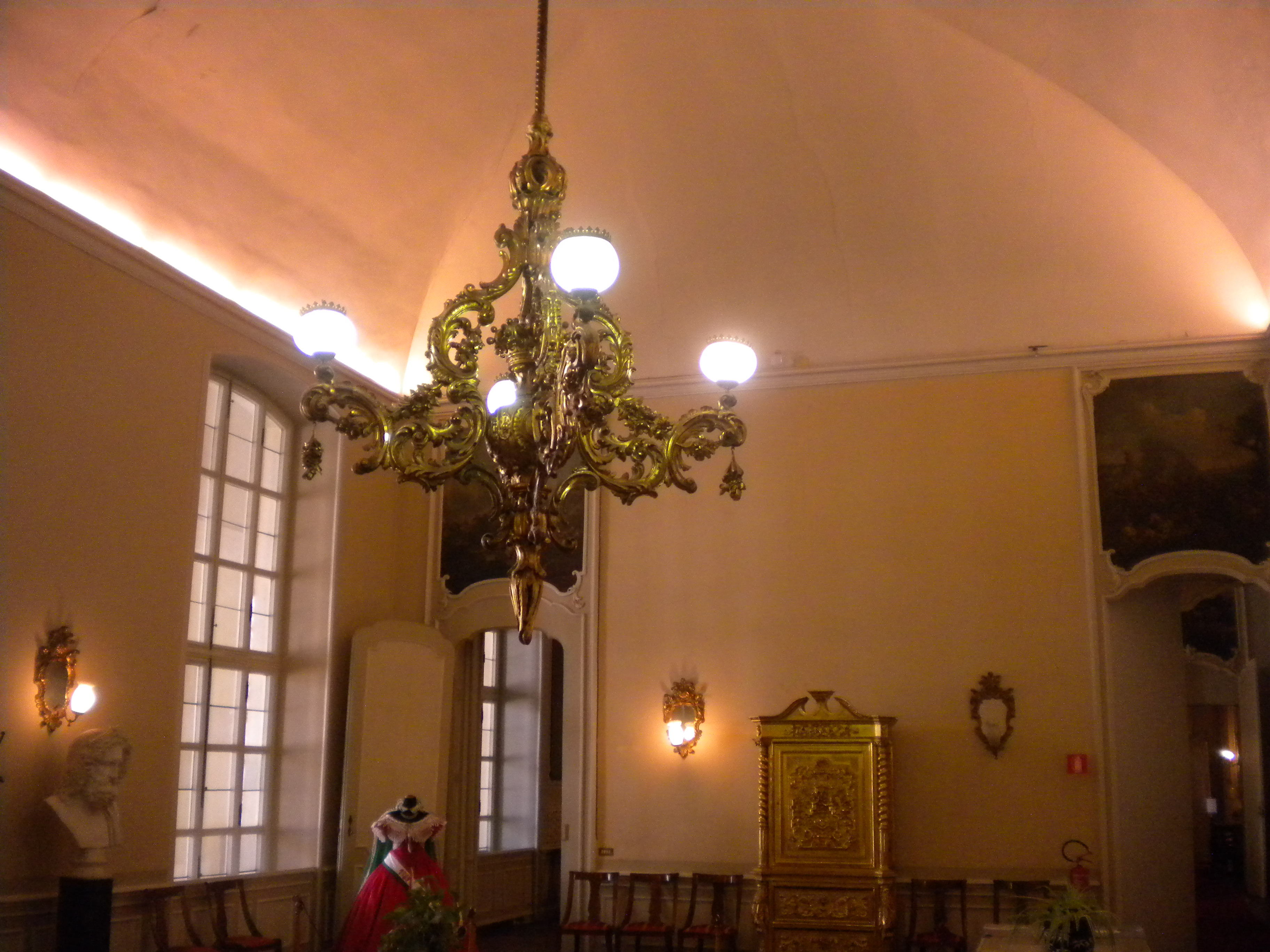
Lampadario nella sala delle guardie del corpo, a Palazzo Chiablese
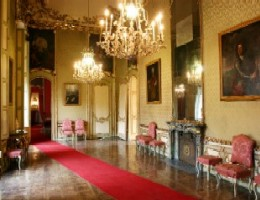
Anticamera delle guardie del corpo